# Jorge Bernardo de Anhalt-Dessau
Jorge Bernardo de Anhalt-Dessau (21 de febrero de 1796 - 16 de octubre de 1865) fue un príncipe alemán de la Casa de Ascania de la rama de Anhalt-Dessau.
Nació en Dessau, siendo el segundo hijo varón de Federico, Príncipe Heredero de Anhalt-Dessau, con su esposa la Landgravina Amalia de Hesse-Homburg, hija del Landgrave Federico V de Hesse-Homburg.

## Matrimonio e hijos
En Rudolstadt el 6 de agosto de 1825 Jorge Bernardo contrajo matrimonio con Carolina Augusta Luisa Amalia (Rudolstadt, 4 de abril de 1804 - Rudolstadt, 14 de enero de 1829), hija del Príncipe Carlos Gunter de Schwarzburgo-Rudolstadt, él mismo hijo del Príncipe Federico Carlos de Schwarzburgo-Rudolstadt. Tuvieron dos hijos:
1. Luisa (Dessau, 22 de junio de 1826 - Dessau, 18 de febrero de 1900)
2. Federico (Dessau, 10 de junio de 1828 - Dessau, 22 de junio de 1828).

En Dresde el 4 de octubre de 1831 Jorge Bernardo contrajo matrimonio morganático por segunda vez con Therese Emma von Erdmannsdorf (Dresde, 12 de septiembre de 1807 - Mannheim, 28 de febrero de 1848), de la baja nobleza. Ella fue creada Condesa de Raina (incorrectamente deletreado Reina por el Almanach de Gotha) poco después de su matrimonio. Tuvieron siete hijos:
1. Conde Francisco de Raina (Dessau, 2 de septiembre de 1832 - Palacio de Gross-Kühnau, 17 de septiembre de 1879).
2. Condesa Matilde de Raina (Dessau, 7 de octubre de 1833 - Dresde, 8 de febrero de 1917), desposó el 19 de mayo de 1859 a Otto von Könneritz (24 de octubre de 1835 - Dresde, 27 de noviembre de 1866).
3. Condesa Elena de Raina (Dessau, 1 de marzo de 1835 - Rudolstadt, 6 de junio de 1860), adoptada por su tío Guillermo el 1 de abril de 1855 y se le dio el título de "princesa de Anhalt" por el duque reinante Leopoldo IV de Anhalt-Dessau; desposó el 7 de agosto de 1855 al Príncipe Federico Gunter de Schwarzburgo-Rudolstadt, su tío (viudo de su tía paterna Amalia Augusta). La unión fue considerada morganática de acuerdo con las leyes de familia de la Casa de Schwarzburgo.[2]
4. Condesa Emma de Raina (Dessau, 5 de abril de 1837 - Dresde, 29 de noviembre de 1909).
5. Condesa María de Raina (Dessau, 8 de mayo de 1839 - Dessau, 22 de marzo de 1931).
6. Conde Rodolfo de Raina (Florencia, 23 de octubre de 1842 - Dessau, 16 de febrero de 1921), desposó el 30 de septiembre de 1882 a Emma Elisabeth Klara Marie Paris (Maguncia, 27 de febrero de 1857 - Grosspaschleben, 22 de febrero de 1932).
7. Conde Carlos de Raina (Florencia, 15 de mayo de 1844 - Dresde, 27 de febrero de 1900), desposó en Berlín el 28 de mayo de 1887 a Cosima von Mörner (Koszalin (Köslin), 20 de julio de 1865 - Zakrzów (Sakrau),[3] 25 de agosto de 1936); el matrimonio no tuvo hijos y la pareja se divorció en 1893. El 17 de agosto de 1894 contrajo matrimonio por segunda vez con la Condesa Marie von der Groeben (Berlín, 23 de julio de 1841 - Dresde, 29 de diciembre de 1894); este matrimonio duró solo cuatro meses hasta la muerte de Marie.

El Príncipe Jorge Bernardo murió en Dresde.